# Johann Gottlieb Kunisch
Johann Gottlieb Kunisch (in der Literatur auch Johann G. Kunisch; * 31. Dezember 1789 in Brieg; † 18. Juli 1852 in Breslau) war ein deutscher Gymnasiallehrer am Collegium Fridericianum in Breslau, Buchautor, Lexikograf und Redakteur.

## Leben
Als Kaufmannssohn besuchte er die Elementarschule und wurde durch den damaligen Rector des königlichen Gymnasiums in Brieg Immanuel Johann Gerhard Scheller am 1. April 1799 aufgenommen. Er wurde u. a. unterrichtet von Friedrich Gotthelf Benjamin Schmieder und Professor Sauermann; ihm blieb er bis zu seinem Tode verbunden. 1809 begann er sein Studium an der Brandenburgischen Universität Frankfurt.
Mit der Absicht, anfangs Theologie zu studieren, hörte er um 1810 bei Hinrich Middeldorpf und dem Theologieprofessor David Schulz (1779–1854), um sich dann als Hörer auf den Lehrerberuf bei Thilo, Karl Wilhelm Ferdinand Solger (1780–1819) und Gabriel Gottfried Bredow (1773–1814) vorzubereiten. Nach Brieg zurückgekehrt, bestand er am 15. Dezember 1811 das philologisch-pädagogische Examen, um anschließend seine Lehrertätigkeit am Friedrichsgymnasium (Breslau) aufzunehmen.
1817 erhielt er durch die philosophische Fakultät der Universität Jena die Doktorwürde und die auswärtige Ehrenmitgliedschaft durch die 1733 gegründete Großherzogliche Lateinische Gesellschaft.
Im Jahr 1826 wurde er mit dem Prädikat Professor ausgezeichnet und Mitglied in der Schlesischen Gesellschaft für vaterländische Kultur sowie von 1827 bis 1836 Leiter der Redaktion der Schlesischen Zeitung.
Krankheitsbedingt konnte er seit dem 1. Januar 1848 keinen Unterricht mehr erteilen und wurde nach 37 Jahren Tätigkeit pensioniert.

## Werke
Zahlreiche Veröffentlichungen sind im Schlesischen Schriftsteller-Lexikon vermerkt.
- 1822: Handbuch der deutschen Sprache und Literatur seit Lessing. Erster Theil. Die deutschen Prosaschriftsteller. Johann Ambrosius Barth Verlag, Leipzig 1822[3]
- 1823: Handbuch der deutschen Sprache und Literatur seit Lessing. Zweither Theil. Die deutschen Dichter. Johann Ambrosius Barth, Leipzig 1823[4]
- mit Peter Eschenloer und Johann Gottlieb (Hg.): Peter Eschenloer's, Stadtschreibers zu Breslau, Geschichten der Stadt Breslau – oder: Denkwürdigkeiten seiner Zeit vom Jahre 1440 bis 1479, Erster Band, J. 1440 bis 1466 (Breslau 1827, Verlag Josef Max und Komp.); als Google-Digitalisat
- mit Peter Eschenloer und Johann Gottlieb (Hg.): Peter Eschenloer's, Stadtschreibers zu Breslau, Geschichten der Stadt Breslau – oder: Denkwürdigkeiten seiner Zeit vom Jahre 1440 bis 1479, Zweiter Band, J. 1467 bis 1479 (Breslau 1828, Verlag Josef Max und Komp.); vorhanden als Google-Digitalisat

## Übersetzungen
- für die Ausgabe Gabriel Gottfried Bredow: Karl der Grosse wie Eginhart ihn beschrieben die Legende ihn dargestellt.